# Mia Fishel
Mia Renee Fishel (San Diego (California), Estados Unidos, 30 de abril de 2001), conocida como Mia Fishel, es una futbolista estadounidense. Juega como delantera y su equipo es Chelsea FC Women de la Women's Super League.

## Trayectoria
Empezó su trayectoria futbolística en el Orlando Pride, quien la seleccionó después del Draft de la liga en el 2021. En 2022 pasó a formar parte oficial de la primera plantilla de Tigres de la UANL Femenil de la Primera División de México. Hizo su debut el 31 de enero de 2022, en un partido disputado ante el Club Tijuana Femenil.
Ha formado parte de la Selección femenina de fútbol sub-17 de los Estados Unidos y la Sub-20.
En agosto de 2023 fue contratada por el Chelsea F. C. de la Women's Super League inglesa, siendo en ese momento la venta más cara hecha por algún equipo de la Liga MX Femenil.

### Palmarés
| Torneo                                                                  | Equipo                | Resultado             |
| ----------------------------------------------------------------------- | --------------------- | --------------------- |
| Campeonato Femenino Sub-17 de la CONCACAF Estados Unidos/Nicaragua 2018 | Estados Unidos Sub-17 | Campeón               |
| Copa Mundial Femenina Sub-17 Uruguay 2018                               | Estados Unidos Sub-17 | 11.° (fase de grupos) |
| Campeonato Femenino Sub-20 de la CONCACAF República Dominicana 2020     | Estados Unidos Sub-20 | Campeón               |
| Campeonato Femenino Sub-20 de la CONCACAF República Dominicana 2020     | Estados Unidos Sub-20 | Balón de Oro          |

## Estadísticas

### Clubes
| Club                      |  | País       |  | Año        |
| ------------------------- |  | ---------- |  | ---------- |
| Tigres de la UANL Femenil |  | México     |  | 2022-2023  |
| Chelsea Femenil           |  | Inglaterra |  | 2023- act. |